# 431 f.Kr.

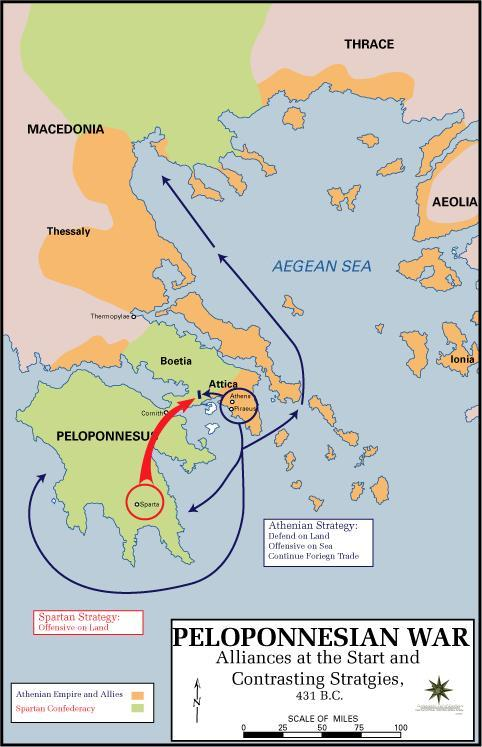
Peloponnesiska krigets inledning

## Händelser

### Efter plats

#### Grekland
- Aten ingår en allians med kung Sitalkes av Thrakien, efter att den inflytelserike atenaren Nymfodoros har gift sig med Sitalkes syster. Nymfodoros förhandlar därefter fram en överenskommelse mellan Aten och Makedoniens kung Perdikkas II, genom vilken denne återfår Therma. Som ett resultat av detta drar Aten tillbaka sitt stöd för Perdikkas bror Filip och thrakerna lovar att hjälpa Perdikkas att infånga honom. I gengäld drar Perdikkas i fält mot chalkidierna, det folk han ursprungligen har övertalat att göra uppror.
- En thebisk räd mot Plataiai, den enda proatenska staden i Boeotien, misslyckas och plataiaierna tar 180 fångar samt avrättar dem. Aten stöder Plataiai medan Sparta står på Thebes sida. Sparta tar hjälp av grekiska städer i Italien och på Sicilien. Både Sparta och Aten vädjar till Persiska riket, men utan result.
- Spartanerna, ledda av kung Archidamos II invaderar Attika, vilket inleder det peloponnesiska kriget mellan det atenska imperiet och det peloponnesiska förbundet. Spartanerna ödelägger landsbygden runt Aten. Den atenske ledaren Perikles gör inget aktivt motstånd mot dem, utan drar istället tillbaka landsbygdsbefolkningen in bakom Atens stadsmurar. Däremot för han en aktiv sjökrigspolitik och reducerar faran från ön Egina genom att ersätta dess urinvånare med atenare.

#### Romerska republiken
- Romarna under diktatorn Postumius Tubertus besegrar equierna och volskerna i slaget vid Algidus.

### Efter ämne

#### Anatomi
- Den grekiske läkaren och filosofen Empedokles framlägger teorin att människokroppen innehåller fyra vätskor – blod, gul och svart galla samt slem – en tro som kommer att dominera medicinskt tänkande i årtusenden.